# この娘うります!
『この娘うります!』（このこうります!）は、萩尾望都による日本の漫画作品。『週刊少女コミック』（小学館）にて1975年6号から16号まで連載された。
作者作品で唯一のラブコメ長編作品である。

## あらすじ
子供服デザイナーの父親の愛情を一身に受けて育ったドミニク・シトロンは、清楚なデザインの白い服に身を包み、真面目な学園生活を送っていた。しかし、15歳の誕生日に友人たちからプレゼントされた赤いドレスを着たことをきっかけに変身願望が生じる。その後モデルクラブにスカウトされ、さらには世界的に有名な映画監督に見込まれて映画出演するなど、話題のモデルとして活躍するようになる。その一方で、カメラ狂いのクラビーとの恋に揺れながら一時は映画で共演したマイクと婚約するが、最後には写真を撮るためにアフリカへ旅立つクラビーを追って彼について行く。

## 主な登場人物
ドミニク・シトロン / ドミ
15歳の女学生。すてきな足をしている。
ドミの父
少女服のデザイナーでオートクチュールを営む。34歳。妻を亡くして10年、1人でドミを育ててきた。
クラビー・レザン / クラバット
ボードリアン・モデルハウスに所属するモデルのたまご。肩幅が狭く女装が似合う。カメラ狂い。
ワトソンくん
クラビーがいつも連れているオウム。普通に会話ができる上、24か国語を話せる。
プランタン・レザン
ボードリアン・モデルハウスに所属するモデルのたまごで、クラビーの姉。22歳。肩幅が広く男装の似合う女性。
プランタンは、『ポーの一族』シリーズの「エディス」に麻薬の密売取引を追う女刑事役で登場している。
コリン
ボードリアン・モデルハウスに所属するモデルのたまご。いつもトレードマークの黒メガネをかけている。
ポーレット
ボードリアン・モデルハウスに所属するモデルのたまご。コリンの幼なじみで婚約者。
ボードリアン
ボードリアン・モデルハウスのボス。
サンスベール
エトランジュテ・スタジオのカメラマン。クラビーに専属モデルの契約を申し出る。
マイケル・ロー / マイク
英国の新人歌手。16歳。ドミが出演する映画の相手役。
グーガ
マイクのマネージャー。マイクを売り出すためにドミとのスキャンダルを利用する。
フェドラコ・フェラーノ / F・F
イタリア映画界の巨匠と呼ばれる映画監督。ドミを新作映画にスカウトする。
グリエーヌ、ブール、フロマージュ
三つ子。ルアンにいた頃のクラビーの婚約者。
プチット / プチ、パピヨン / パピ
ドミの学校の友人。
ナニィ
シトロン家の家政婦。オランジュ、ペーシュ、フレーズという3匹のネコを飼っている。

## 単行本・文庫本
- 萩尾望都作品集 第1期 第15巻『この娘うります!』 小学館 プチコミックス 1977年6月20日初版発行 ISBN 4-09-178015-6
  - 収録作品 「この娘うります!」、他2編（「ミーア」、「ヨーロッパ便り - パリ -」）
- 『この娘うります!』 白泉社 白泉社文庫  1996年9月18日初版発行 ISBN 4-592-88326-8
  - 収録作品 「この娘うります!」、他5編（「3月ウサギが集団で」、「キャベツ畑の遺産相続人」、「ハワードさんの新聞広告」、「ママレードちゃん」、「ミーア」）